# Astragalus demavendicolus
Astragalus demavendicolus är en ärtväxtart som beskrevs av Joseph Friedrich Nicolaus Bornmüller och Erwin Gauba. Astragalus demavendicolus ingår i släktet vedlar, och familjen ärtväxter.

## Underarter
Arten delas in i följande underarter:
- A. d. demavendicolus
- A. d. microphysopsis